# Kojo Musah
Kojo Musah (født 15. april 1996) er en dansk sprinter. Han har vundet fire guldmedaljer fra danmarksmesterskaber, herunder to indendørs. Han løber for Aarhus 1900.
I 2019 satte Musah sammen med Andreas Trajkovski, Frederik Schou-Nielsen og Tazana Kamanga-Dyrbak ny dansk rekord på 4 x 100 meteren med 39,61 sekunder. Året efter den 15. februar 2020 satte han ny dansk rekord på 60 meter med 6,61 sekunder. Han løb 200 meter i 2020 på den hurtigste danske tid i 24 år.
Ved EM i indendørs atletik 2021 kvalificerede han sig til finalen på 60 meter, hvor han blev nummer otte og sidst.
Sammen med Simon Hansen, Tazana Kamanga-Dyrbak og Frederik Schou-Nielsen forbedrede Musah den danske rekord i 4×100 meterløb ved VM i stafet i 2021, hvor kvartetten overraskende blev nummer fire i tiden 39,06 sekunder. Finalepladsen ved VM gav også kvalifikation til OL 2020 (afholdt i 2021).
I juni 2021 slog han Kristoffer Haris danmarksrekord på 100 m på 10,26 sekunder, da han ved et stævne i Tjekkiet løb på 10,17 sekunder. Rekorden forbedrede han samme måned i Odense til 10,14 sekunder, og selvom tiden ikke opfyldte det direkte kvalifikationskrav til OL 2020, rakte den til en så høj placering på verdensranglisten, at han kom med til OL på denne måde. Ikke siden Leo Jørgensen i OL 1928 har en dansker deltaget på 100 meter ved OL.
I det indledende heat den 31. juli 2021 løb han 10,20 hvilket blev til en femteplads der ikke rakte til en kvalificering.
Det var på trods af at han havde heatets hurtigste reaktionstid på 126 millisekunder.

## Privat
Musahs mor er fra Danmark, hans far fra Ghana. Kojo Musah har haft ophold på Galtrup Efterskole, Vesterlund Efterskole og Vejstrup Efterskole og har tidligere været pædagogmedhjælper.